# Ife Josh Ajayi
Ifeoluwa Joshua Ajayi, detto Ife Josh (Abuja, 27 dicembre 1996), è un cestista nigeriano con cittadinanza statunitense.